# دوبروفنیک ایرلاین
دوبروفنیک ایرلاین (انگلیسی: Dubrovnik Airline) شرکت هواپیمایی کروات است، که در سال ۲۰۰۴ تأسیس شد.